# Torre d'Isola
Torre d'Isola es un municipio situado en la provincia de Pavía, en Lombardía. Tiene una población estimada, a fines de noviembre de 2022, de 2405 habitantes.

## Evolución demográfica
| Gráfica de evolución demográfica de Torre d'Isola entre 1861 y 2022 |
|                                                                     |
| Fuente: ISTAT - Elaboración gráfica de Wikipedia                    |